# テリー・ブラウン
テリー・ブラウン（Terry Brown）は、イギリスの音楽プロデューサーで、さまざまな仕事に携わっている。彼はカナダのロック・バンド、ラッシュとの関わりで注目されている。『夜間飛行』（1975年）から『シグナルズ』（1982年）まで、バンドのすべてのアルバムをプロデュースした。イギリスのポップ・ロック・バンドであるカッティング・クルーやカナダのプログレッシブ・ロック・バンドであるクラトゥにも関わってきた。

## 略歴
テリー・ブラウンはラッシュのアルバムのライナーノーツで、愛情を込めて「ブルーン (Broon)」と呼ばれている。このニックネームは、ライブ・アルバム『ラッシュ・ライヴ〜神話大全』のインストゥルメンタル曲「Broon's Bane」のタイトルに登場する。同レコードで、ゲディ・リーが「Jacob's Ladder」という曲を「T.C.ブルーンジー」によって書かれたものであると冗談めかして紹介しているが、これもブラウンへの言及であり、ビッグ・ビル・ブルーンジーの名前のもじりである。また、ドリーム・シアターのアルバム『メトロポリス・パート2: シーンズ・フロム・ア・メモリー』では、クレジットはないものの催眠術師の声で参加している。
ブラウンはまた、サイレント・ランニング、ソニー&シェール、ケニー・ロジャース、トラフィック、ジョー・コッカー、ザ・フー、プロコル・ハルム、ザ・トロッグス、マンフレッド・マン、マリアンヌ・フェイスフル、スペンサー・デイヴィス・グループ、ドノヴァン、バーブラ・ストライサンド、ブルー・ロデオ、モイスト、マックス・ウェブスター、クラトゥ、サンダーマグ、フェイツ・ウォーニング、リジー・ボーデン、ヴォイヴォド、レイ・スティーヴンス、ボンゾ・ドッグ・バンド、マザーロード、ドクター・ミュージック、エイプリル・ワイン、スタンピーダーズ、ミシェル・パグリアーロ、モー・コフマン、アラナ・マイルズ、B.B.ガボール、シルク・ドゥ・ソレイユ、ドリーム・シアター、ローレンス・ゴーワン、ラフ・トレード、キルジョイズ、FM、トロント、イアン・トーマス、ウォーピッグ、マンブル・ダックス、ラン・ウィズ・ザ・キトゥンズ、クリスマスを含む、数多くのアーティストたちのためにエンジニアリング、プロデュース、ミキシングを行ってきている。

## ブラウンが関わったアルバム
ブラウンは、1960年代半ばからミュージシャン、レコーディング・スーパーバイザー、エンジニア、アレンジャー、ラッシュのアルバムにおけるバック・ハーモニー・シンガー、そして音楽プロデューサーとして活動してきた。
| 年   | アーティスト                           | 役割           | アルバム                                                                        |
| ---- | -------------------------------------- | -------------- | ------------------------------------------------------------------------------- |
| 1967 | ジミ・ヘンドリックス・エクスペリエンス | エンジニア     | 『アクシス:ボールド・アズ・ラヴ』 - Axis: Bold as Love                          |
| 1971 | スタンピーダーズ                       | エンジニア     | Against The Grain                                                               |
| 1971 | モー・コフマン                         | エンジニア     | 『バッハ復活』 - Moe Koffman Plays Bach                                         |
| 1972 | モー・コフマン                         | エンジニア     | 『ヴィヴァルディ - 四季』 - The Four Seasons                                    |
| 1973 | エイプリル・ワイン                     | エンジニア     | Electric Jewels                                                                 |
| 1973 | モー・コフマン                         | エンジニア     | Master Session                                                                  |
| 1974 | モー・コフマン                         | エンジニア     | Solar Explorations                                                              |
| 1975 | モー・コフマン                         | エンジニア     | Live at George's                                                                |
| 1975 | ラッシュ                               | プロデューサー | 『夜間飛行』 - Fly by Night                                                     |
| 1975 | ラッシュ                               | プロデューサー | 『鋼の抱擁』 - Caress of Steel                                                  |
| 1976 | ラッシュ                               | プロデューサー | 『西暦2112年』 - 2112                                                           |
| 1976 | クラトゥ                               | プロデューサー | 『クラトゥ』 - 3:47 EST                                                         |
| 1976 | マックス・ウェブスター                 | プロデューサー | Max Webster                                                                     |
| 1976 | モー・コフマン                         | エンジニア     | Jungle Man                                                                      |
| 1977 | マックス・ウェブスター                 | プロデューサー | High Class in Borrowed Shoes                                                    |
| 1977 | クラトゥ                               | プロデューサー | 『ホープ』 - Hope                                                               |
| 1977 | ラッシュ                               | プロデューサー | 『フェアウェル・トゥ・キングス』 - A Farewell to Kings                          |
| 1978 | ラッシュ                               | プロデューサー | 『神々の戦い』 - Hemispheres                                                    |
| 1978 | クラトゥ                               | プロデューサー | 『サー・アーミー・スーツ』 - Sir Army Suit                                      |
| 1978 | マックス・ウェブスター                 | プロデューサー | Mutiny Up My Sleeve                                                             |
| 1979 | マックス・ウェブスター                 | プロデューサー | Live Magnetic Air                                                               |
| 1980 | B.B.ガボール                           | プロデューサー | BB Gabor                                                                        |
| 1980 | ラッシュ                               | プロデューサー | 『パーマネント・ウェイヴス』 - Permanent Waves                                  |
| 1981 | ラッシュ                               | プロデューサー | 『ムーヴィング・ピクチャーズ』 - Moving Pictures                                |
| 1981 | ラッシュ                               | プロデューサー | 『ラッシュ・ライヴ〜神話大全』 - Exit...Stage Left                              |
| 1981 | マックス・ウェブスター                 | プロデューサー | Diamonds Diamonds                                                               |
| 1982 | ラッシュ                               | プロデューサー | 『シグナルズ』 - Signals                                                        |
| 1982 | ローレンス・ゴーワン                   | プロデューサー | Gowan                                                                           |
| 1986 | カッティング・クルー                   | プロデューサー | 『愛に抱かれた夜』 - Broadcast                                                  |
| 1987 | ブルー・ロデオ                         | プロデューサー | Outskirts                                                                       |
| 1987 | サイレント・ランニング                 | プロデューサー | Walk on Fire                                                                    |
| 1989 | IQ                                     | プロデューサー | 『アー・ユー・シッティング・コンフォータブリィ』 - Are You Sitting Comfortably? |
| 1989 | リジー・ボーデン                       | プロデューサー | 『マスター・オブ・ディスガイズ』 - Master Of Disguise                           |
| 1989 | フィフス・エンジェル                   | プロデューサー | 『時の呪文』 - Time Will Tell                                                   |
| 1990 | ウォータータウン                       | プロデューサー | No Singing At The Dinner Table                                                  |
| 1991 | フェイツ・ウォーニング                 | プロデューサー | 『パラレルズ』 - Parallels                                                      |
| 1991 | ヴォイヴォド                           | プロデューサー | 『エンジェル・ラット』 - Angel Rat                                              |
| 1991 | ザ・カイト                             | プロデューサー | The Kite                                                                        |
| 1994 | モイスト                               | ミキシング     | 『シルヴァー』 - Silver                                                         |
| 1997 | フェイツ・ウォーニング                 | プロデューサー | 『プレザント・シェイド・オブ・グレイ』 - A Pleasant Shade of Gray               |
| 2000 | フェイツ・ウォーニング                 | プロデューサー | 『ディスコネクテッド』 - Disconnected                                           |
| 2004 | タイルズ                               | プロデューサー | Window Dressing                                                                 |
| 2005 | カッティング・クルー                   | プロデューサー | Grinning Souls                                                                  |
| 2007 | パペット・ショウ                       | プロデューサー | Tale of Woe                                                                     |
| 2007 | ラン・ウィズ・ザ・キトゥンズ           | プロデューサー | Condos and lofts                                                                |
| 2007 | ラン・ウィズ・ザ・キトゥンズ           | プロデューサー | Bangers and Mash                                                                |
| 2008 | タイルズ                               | プロデューサー | Fly Paper (2008)                                                                |
| 2012 | タイルズ                               | ミキシング     | Off the Floor 01                                                                |
| 2014 | Blurred Vision                         | プロデューサー | Organized Insanity                                                              |
| 2014 | タイルズ                               | ミキシング     | Off the Floor 02                                                                |
| 2016 | タイルズ                               | プロデューサー | 『プリテンディング・トゥ・ラン』 - Pretending 2 Run                             |
| 2021 | ディシプリン                           | プロデューサー | Unfolded Like Staircase                                                         |